# Helter Skelter (манга)
Helter Skelter (яп. ヘルタースケルター Хэрута Сукэрута, «Кавардак») — манга, автором которой является Кёко Окадзаки. Манга выходила в журнале Feel Young с 1995 по 1996 года и была издана в одном томе танкабон издательством Shodensha 8 апреля 2003 года. На основе манги был снят полнометражный игровой фильм в 2012 году, срежиссированный Микой Нинагавой, главную роль сыграла Эрика Савадзири.

## Сюжет
История повествует о тщеславной и жадной девушке по имени Ририко, которая, пройдя ряд нелегальных пластических операций, становится совершенным идеалом красоты. Так она становится супер-моделью, актрисой и певицей, её приглашают сниматься в лучшие фильмы. Однако клинику, куда Ририко обращалась за помощью, прикрыли, поэтому поддерживать свой тонус больше негде. Её тело, не выдержав стольких операций, начало разрушаться, на белой коже Ририко стали появляться отёки и язвы, которые быстро распространялись по всему телу, вместе с телом стал угасать и разум девушки, она настолько боялась потерять остаток своей красоты и быть всеми забытой, что решает умереть ещё красавицей и оканчивает жизнь самоубийством.

## В главных ролях
- Эрика Савадзири — Ририко
- Нао Омори — Макото Асада
- Синобу Тэрадзима — Митико Хата
- Го Аяно — Синъити Окумура
- Кико Мидзухара — Кодзуэ Ёсикава
- Хирофуми Арай[англ.] — Киндзи Саванабэ
- Ан Судзуки —Куми Хосуда
- Сусуму Тэрадзима — Кэйта Цукахара
- Каори Момой — Хироко Тада
- Миэко Харада — Хисако Вати
- Ёсукэ Кубодзука — Такако Намбу

## Прием
Манга получила награду за выдающиеся достижения на Japan Media Arts Festival, спонсируемом японским правительством в 2004 году. В этом же году манга получила гран-приз культурной премии Осаму Тэдзуки. В 2008 году работа была номинирована на участие в конкурсе Международного фестиваля комиксов в Ангулеме во Франции.
Сам фильм же по данным на 29 августа 2012 года собрал в японском прокате 24 231 554 долларов.